# Југослав Пантелић
Југослав Пантелић (Београд, 3. јул 1969) директор је Државног аудиовизуелног архива Србије Југословенска кинотека, од 2016. године. Пантелић је мастер уметник вишемедијске уметности.
Члан је Европске филмске академије, представник је Србије у Еуримажу, копродукционом фонду Савета Европе, председник Аудиовизуелног савета Републике Србије, те члан Савета Факултета драмских уметности у Београду. Пантелић је био дугогодишњи уметнички директор и селектор Међународног филмског фестивала ФЕСТ (2014-2024). На Генералној скупштини Европске асоцијације филмских архива (ACE), 2017. у Болоњи и биран за члана Извршног одбора ACE-a (у два мандата: 2018-2022).

## Југословенска кинотека
Као директор Југословенске кинотеке покренуо је први велики талас дигиталне рестаурације српског играног филма, а неки од рестаурисаних филмова приказани су на фестивалу у Кану, у селекцији Кан класик. Председавао је радном групом за израду предлога првог српског Закона о филмском и осталом аудио-визуелном наслеђу који је Народна скупштина Републике Србије усвојила у септембру 2023. године. У јануару 2020. отвара сталну поставку Музеја Југословенске кинотеке „Наш музеј филма”, коју Национални комитет међународног савета за музеје (ICOM) проглашава за најбољи музеј у Србији те године. Стална поставка у себе укључује и легате Милене Дравић, Драгана Николића, Велимира Бате Живојиновића, Љубише Самарџића, Живојина Павловића, Данила Бате Стојковића, Зорана Симјановића и других. Покренуо је и специјализовани филмски часопис „Кинотека”, који осим програма Југословенске кинотеке нуди и ауторске текстове домаћих и иностраних критичара, теоретичара и филмских аутора. Такође, покренуо је пројекат „Разговори у Кинотеци”, серију стручних теоријско-критичких интервјуа са истакнутим личностима наше кинематографије.
Као директор Југословенске кинотеке, Југослав Пантелић изабран је за председника Аудиовизуелног савета аудиовизуелних архива Србије.

## ФЕСТ
Југослав Пантелић био је уметнички директор Међународног филмског фестивала ФЕСТ, са најдужим појединачним стажом у историји фестивала. Покретач је такмичарског концепта Феста, а установио је и награду Београдски победник, чији су лауреати: Милена Дравић, Александар Сокуров, Душан Макавејев, Велимир Живојиновић, Љубиша Самарџић, Мира Бањац, Ричард Драјфус, Карлос Саура, Емир Кустурица, Викторија Абрил, Мики Манојловић, Коста Гаврас, Удо Кир, Барбара Сукова, Лордан Зафрановић, Пуриша Ђорђевић, Раде Шербеџија, Џон Малкович, Рејф Фајнс, Иштван Сабо, Неда Арнерић, Хју Хадсон, Џон Мектирнан и други. У два мандата био је члан Савета Феста, а 2005. председавао је Савету Београдског међународног филмског фестивала. Био је селектор и филмских фестивала у Паризу, Новом Саду, Палићу, као и члан жирија на домаћим и страним фестивалима.

## Телевизија
Пантелић је био и дугогодишњи извршни директор, главни и одговорни уредник, директор, уредник филмског програма и филмски критичар београдске телевизије Студио Б. Аутор је више стотина ексклузивних интервјуа са најзначајнијим домаћим и иностраним филмским ауторима и глумцима.
Добитник је Награде града Београда у области новинарства, Сребрне и Златне плакете Феста, као и Златне плакете Југословенске кинотеке. Министарство културе Републике Француске одликовало је Пантелића 2022. године Орденом уметности и књижевности у рангу витеза.

## Награде и признања
Добитник је Награде града Београда у области новинарства, као и Сребрне и Златне плакете Феста. Министарство културе Републике Француске одликовало је Пантелића 2022. године Орденом уметности и књижевности у рангу витеза.